# Khayyam (voilier)
Le Khayyam est un cotre à coque bois, construit en 1938-1939 aux Pays-Bas. Racheté et restauré par un propriétaire français il est désormais basé à Arzal dans le Morbihan.
Son immatriculation est LR (La Rochelle).
Le Khayyam fait l’objet d’un classement au titre objet des monuments historiques depuis le 17 juillet 1995.

## Histoire
Construit pour Van der Vorm par le chantier De Vries Lentsch d'Amsterdam, il n'a été mis à l'eau qu'en 1945, sous le nom de Zwerver (« vagabond » en langue flamande) pour naviguer dans les eaux de la mer du Nord et de la Manche.
En 1952, il est vendu au Français M. Mercier et naviguera près de 20 ans en mer Méditerranée sous le nom d’Actéon.
Dans les années 1970, l’Actéon, avec un gréement de ketch, participe à quelques régates en Manche.
Après quelques années et un changement de propriétaire, on le retrouve dans la région de Ouistreham en mauvais état.

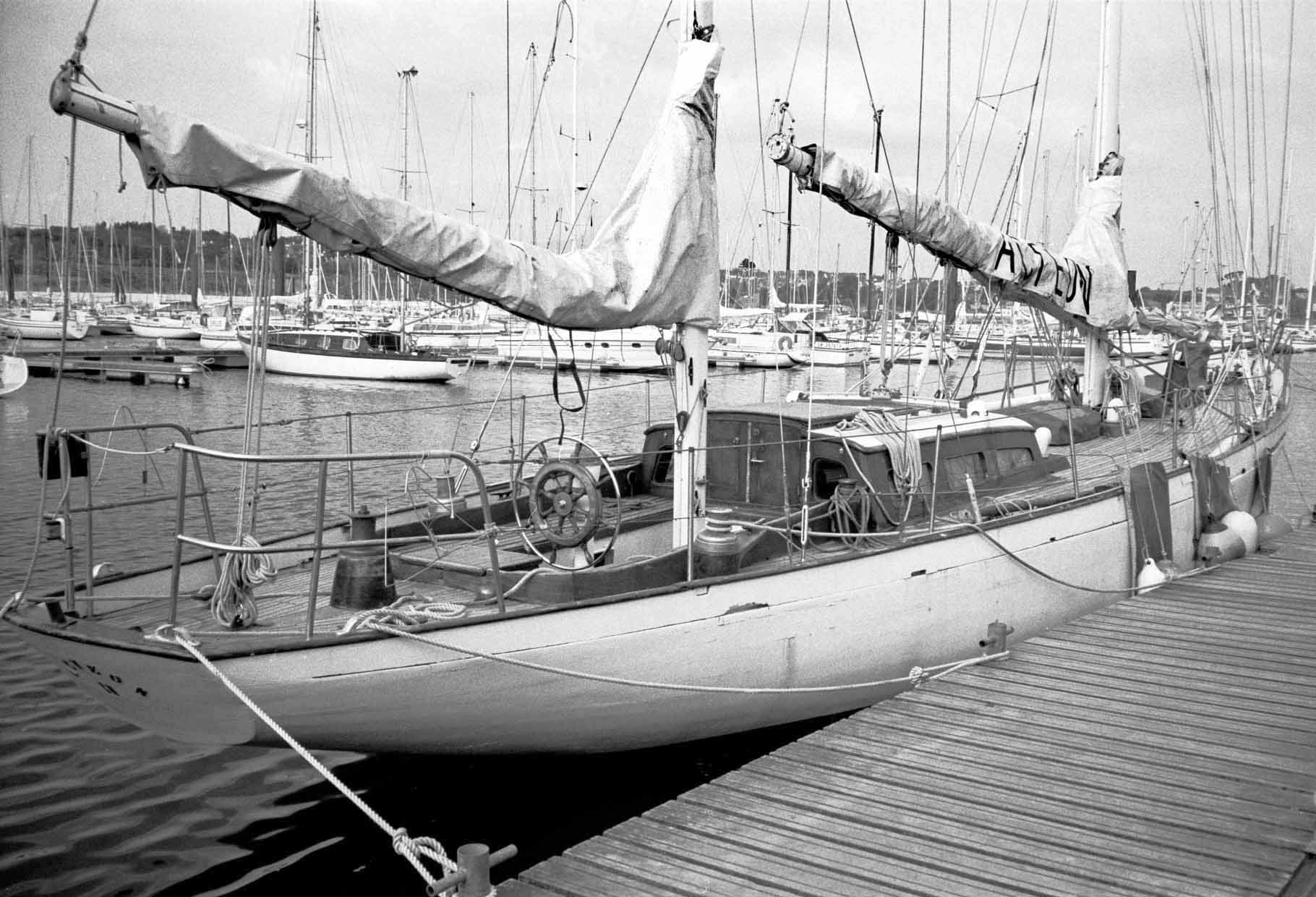
Actéon au quai à Brest en 1988, gréé en ketch

En 1986, il est racheté par un groupe de jeunes voulant faire un tour du monde. Ces jeunes le récupèrent à Ouistreham, démâté, et le restaurent pendant 2 années au Havre. Vaste chantier concernant les bordées, les membrures, le gréement, le pont en teck d'origine jointé au brais, le remâtage en ketch, révision du moteur (un des premiers Perkins amariné de l'époque). En 1988, ils larguent les amarres avec Fred Kermel comme skipper et accomplissent un périple qui les amènera du Havre à Brest en passant par l'Angleterre, Madère, les Canaries, l'Afrique de l'Ouest et les Açores. Après une année sabbatique où ils auront pu apprécier toutes les qualités marines de ce plan Stephen et Sparkman, ils décident de le revendre, conscients que ce patrimoine maritime méritait une réfection digne de son comportement marin et du plaisir à la barre. 
Son propriétaire actuel le remet en état durant plusieurs années. La réfection de la coque est effectuée au chantier R. Labbé de Saint-Malo en 1992-1993. En 1994 il retrouve son gréement d'origine (cotre marconi) en pin d’Oregon, ainsi qu'une nouvelle garde-robe fabriquée par la voilerie Fugère. Le chantier A. Rameau d'Étel effectue la réfection du pont en 1994 et les aménagements intérieurs (3 cabines, 9 couchages) en 1998-1999 sur la base des plans de l'architecte Loïc Dorez.
Sous le nom de Khayyam il reprend ses activités de croisières hauturières, naviguant au Portugal, aux Açores, aux îles Féroé, ainsi qu'à différentes régates classiques où il s'illustre particulièrement en remportant quelques épreuves. 
Il est actuellement gréé en cotre marconi. Son numéro d'identification de voile est le « 273 ». 
Ce numéro correspond au numéro de plan du bateau du bureau d'Architectes New-Yorkais Sparkman & Stephens. 
Il est membre du Yacht Club Classique de La Rochelle (YCC) et est visible épisodiquement sur le slipway du Musée maritime de La Rochelle.
Le voilier Khayyam a été récemment racheté par Marc Dorgnon, président de la société francaise Khayyam Sailing Yacht.
.
Une grande restauration de cette unité est en cours depuis mi-décembre 2017 au chantier naval Y&Y Tanguy à Douarnenez qui connait bien le bateau pour l'avoir déjà eu en entretien annuel à plusieurs reprises ces dernières années.
Le bateau va garder son nom "Khayyam" en l'honneur de son précédent propriétaire qui l'a restauré et il va rester avec comme port d'attache La Rochelle.
Plus de 400 équipiers se sont succédé à bord de Khayyam depuis 27 ans et ont pu apprécier la navigation sur un voilier classique.